# Курасов Євгеній Олександрович
Євге́ній Олекса́ндрович Кура́сов (11 червня 1997, с. Локня Сумського району Сумської області — 8 липня 2021 року поблизу с. Піски Ясинуватського району Донецької області) — український військовик. Почесний громадянин Сум.

## Життєпис
З 2004 року навчався у Басівській загальноосвітній школі І—III ступенів, яку закінчив у 2015 році. Під час навчання брав участь у спортивних змаганнях з волейболу, тенісу та шахів.
2017 року закінчив ДПТНЗ «Сумське вище професійне училище будівництва і дизайну», здобув кваліфікацію муляра-штукатура, лицювальника-плиточника. Працював у будівельній компанії ПАТ «Сумбуд».
Згодом уклав контракт із Державною прикордонною службою України. Проходив службу в Краснопільському прикордонному загоні в пунктах пропуску с. Покровка та с. Грабовське.
2018 року за власним бажанням був направлений в с. Мілове Старобільського району Луганської області. Мріяв вступити до лав десантників, але у 2019 році не було вакантних місць, тому вирішив підписати контракт із 58-ю окремою мотопіхотною бригадою імені гетьмана Івана Виговського.
У серпні 2020 року одружився, а у травні наступного року в сім'ї з'явилася донька.
Сержант Євгеній Курасов служив на посаді заступника командира бойової машини — навідника-оператора механізованого взводу механізованої роти військової частини А4532 15-го окремого мотопіхотного батальйону «Суми».
Загинув 8 липня 2021 року поблизу с. Піски Ясинуватського району Донецької обл. внаслідок снайперського обстрілу. 11 липня похований в с. Локня Сумського району.
Рішенням Сумської міської ради від 31 серпня 2022 року № 3038-МР Євгенію Курасову присвоєно звання «Почесний громадянин міста Суми» (посмертно).